# Manuel Mora Esteva
Manuel Mora Esteva (Barcelona, 25 de gener 1916 - Palma, 9 d'agost de 1987) fou un metge i polític català establert a Mallorca.

## Biografia
El seu pare era un enginyer de mines establert a les Illes Balears, va residir uns anys a Formentera i després a Mallorca. Va estudiar el batxillerat en l'Institut Nacional de Segon Ensenyament de Palma (1926-1932) i es va llicenciar en medicina en les universitats de Barcelona, Madrid i Salamanca en 1940, especialitzat en cirurgia ortopèdica i traumatologia. Ha estat Director de l'Hospital de Sant Joan de Déu a Palma el 1955-1970, traumatòleg en la Seguretat Social i en la Mutualitat de futbolistes espanyols.
Abans de la guerra civil espanyola fou membre de les joventuts d'Esquerra Republicana Balear i es casà amb Jeanne Marquès, germana de Bernat Marquès i Rullan. Quan es produí el cop d'estat del 18 de juliol de 1936 a Mallorca fou detingut juntament amb la seva mare. Fou alliberat, però hagué de fer la guerra com a soldat del bàndol revoltat. El 1948 aconseguí el passaport perquè va operar un fill de José Manuel Pardo Suárez, governador civil de les Illes el 1945-1951, i marxà cap a Mèxic. Després d'estar-s'hi uns anys, el 1954 va tornar a Mallorca.
Ha estat representant de la Junta Democràtica de Mallorca i vicepresident nacional del Partido Socialista Popular i president de la Federació de Balears, fins a gener de 1977, que va dimitir dels seus càrrecs per a integrar-se en el PSOE. A les eleccions generals espanyoles de 1977 fou escollit senador per Mallorca pel PSOE. De 1977 a 1979 fou portaveu del Grup Parlamentari Socialista al Senat d'Espanya i Secretari Primer de la Comissió de Sanitat i Seguretat Social. Va ser membre de l'Assemblea de Parlamentaris de les Illes Balears i el 1981 va abandonar el PSOE en desacord amb el procés autonòmic.
Membre de la Societat Internacional de Cirurgia Ortopèdica i Traumatologia.